# The Mourning After
The Mourning After — третий студийный альбом группы 40 Below Summer. Релиз состоялся 28 октября 2003 года. Синглами вышли две песни: «Self Medicate» и «Taxi Cab Confession». «Self Medicate» является саундтреком к фильму «Техасская резня бензопилой».

## Список композиций
1. «Self Medicate» — 3:13
2. «Taxi Cab Confession» — 3:21
3. «Rain» — 4:33
4. «Breathless» — 3:47
5. «Better Life» — 3:04
6. «Monday Song» — 3:46
7. «F.E.» feat. Ill Niño — 3:23
8. «Awakening» — 3:36
9. «Alienation» — 3:42
10. «A Season In Hell» — 16:18
11. "Training Day (Japanese Import Exclusive) — 3:38

- Трек 16 «A Season In Hell» — так называемый «скрытый трек», содержащий, помимо самой песни, ещё две: «Can You Feel The End?» (с 3:02) и «The Day I Died» (с 11:58).

## Участники записи
- Макс Иллидж (Max Illidge) — вокал
- Джои Д’Амико (Joey D’Amico) — ритм-гитара
- Джордан Плингос (Jordan Plingos) — соло-гитара
- Карлос Агьюлар (Carlos Aguilar) — ударные
- Гектор Грациани (Hector Graziani) — бас-гитара